# Formatives Assessment
Im Bildungsbereich versteht man unter Assessment einen Prozess, in dem Informationen über den Lernerfolg oder Lernstand der Schüler erfasst und verwendet werden. Formatives Assessment bezieht sich auf Individuen oder Lerngruppen und hat zum Ziel, Lernen und Lehren mit Hilfe lernbegleitend erfasster Information zu verbessern. Deswegen werden bei dieser pädagogischen Praxis während des Lehr-Lernprozesses Informationen über den Lernfortschritt gesammelt und ausgewertet. Besonders ist, dass beim Assessment die Leistungen einzelner Personen und nicht, wie bei der Evaluation, die Wirkung einer Intervention im Vordergrund stehen.
Formatives Assessment informiert sowohl die Lehrenden über den Lernfortschritt der Lernenden, als auch die Lernenden über ihren eigenen Fortschritt in Bezug auf die erwarteten Lernziele. Seine Umsetzung ist vielfältig und reicht von einem curricular geplanten, formalisierten Einsatz bis zu spontaner Rückmeldung.

## Geschichte
Die Ursprünge des formativen Assessments lassen sich auf die 1960er Jahre zurückführen, als Bildungsforscher wie Benjamin Bloom auf die Bedeutung von Feedback im Lernprozess hinwiesen.  Historische Hintergründe liegen in Michael Scrivens Unterscheidung der formativen von summativer Evaluation pädagogischer Interventionen, die wiederum auf Lee Cronbachs Idee zur kriteriumsorientierten Evaluation zurückgeht. Bloom übertrug Scrivens Konzept von summativer und formativer Evaluation auf individuelle Schülerleistungen. In den 1990er Jahren wurde der Begriff Formatives Assessment durch die britischen Forscher Dylan Wiliam und Paul Black populär gemacht. Seitdem hat das formative Assessment international an Bedeutung gewonnen und ist ein Bestandteil moderner Bildungssysteme.

## Methoden
Formative Assessment-Methoden sind vielfältig und können je nach Fach, Lernzielen und Klassenstufe variieren. Zu den gängigsten Methoden zählen:
- Beobachtung – Lehrkräfte beobachten Lernende während des Unterrichts und notieren Lernfortschritte und Schwierigkeiten.
- Gespräch – Lehrkräfte führen individuelle oder Gruppengespräche, um den Lernfortschritt zu besprechen und gezieltes Feedback zu geben.
- Selbsteinschätzung – Lernende bewerten ihre eigenen Lernfortschritte und identifizieren Stärken und Schwächen.
- Peer-Assessment – Lernende bewerten gegenseitig ihre Arbeit und geben einander konstruktives Feedback.
- Schriftliche Arbeiten – Lehrkräfte nutzen schriftliche Arbeiten wie Tests, Essays oder Projekte, um den Lernfortschritt zu überprüfen und Feedback zu geben.
- Übungsaufgaben – Lernende lösen Übungsaufgaben, für die sie Feedback erhalten. Dies kann sowohl im Unterricht stattfinden (zum Beispiel im Zusammenhang mit Peer Instruction) als auch als Hausaufgabe.

## Vorteile
Formatives Assessment hat mehrere Vorteile:
- Individualisierung – Lehrkräfte können ihre Lehrmethoden an die Bedürfnisse der Lernenden anpassen. Dies geschieht insbesondere bei Just-in-Time-Teaching.
- Motivation – Lernende erhalten regelmäßig Feedback, das ihnen hilft, ihre Lernziele zu erreichen.
- Reflexion – Lehrkräfte und Lernende können den Lehr-Lernprozess gemeinsam reflektieren und verbessern.
- Verantwortung – Lernende übernehmen mehr Verantwortung für ihren eigenen Lernprozess, insbesondere durch Selbstregulation.[6]

## Empirische Erforschung
Grundsätzlich zeigen empirische Ergebnisse, dass formatives Assessment den Lernerfolg fördert. Während frühe Übersichtsarbeiten eine sehr starke Wirkung berichteten und schlossen, dass es einer der wirksamsten Faktoren ist, die Lehrkräfte einsetzen können, schließen spätere Metaanalysen und Reviews auf geringere Wirksamkeit. Zudem scheint sich die Wirksamkeit, wie Moderatoranalysen zeigen, je nach Fach und konkreter Umsetzung zu unterscheiden.